# Pasauran
Pasauran is een bestuurslaag in het regentschap Serang van de provincie Banten, Indonesië. Pasauran telt 2683 inwoners (volkstelling 2010).